# Sellnickochthonius fuentesi
Sellnickochthonius fuentesi är en kvalsterart som beskrevs av Ruiz, Subías och Kahwash 1991. Sellnickochthonius fuentesi ingår i släktet Sellnickochthonius och familjen Brachychthoniidae. Inga underarter finns listade i Catalogue of Life.